# كامل الجادرجي
كامل رفعت الجادرجي (1897-1968)، سياسي عراقي كان نائبا في البرلمان العراقي في العهد الملكي ووزير الاقتصاد والمواصلات (1936-1937) في وزارة حكمت سليمان اثر انقلاب بكر صدقي، كان رئيس الحزب الوطني الديمقراطي وقبله انضوى في عدة احزاب مثل الإخاء الوطني وجماعة الاهالي أصدر عدة صحف وتولى رئاستها مثل الأهالي وصدى الأهالي والمواطن.

## الولادة والنشأة
ولد في بغداد عام 1897 من اسرة عراقية يرجع تأريخها إلى أكثر من 300 عام، وهو أبن رفعت أفندي بن رؤوف الجادرجي (1860 - 21 كانون الثاني 1926) من الشخصيات البارزة في العهد العثماني، وكان قد تولى منصب رئيس بلدية بغداد عدة مرات. أكمل كامل الجادرجي دراسته الثانوية عام 1913 وبقي طوال فترة الحرب العالمية الأولى في بغداد، وأمضى مدة في الجيش لبلوغه سن الجندية.

## شبابه
رئيس أول جمعية للصحفيين العراقيين من عام 1940 - 1950، اشترك في ثورة العشرين مع والده رفعت الجادرجي فنفاهما الإنكليز إلى إسطنبول.
دخل المدرسة الطبية التركية عام 1921، الا انه قطع دراسته هناك لأسباب اضطرارية وعاد مع الاسرة إلى بغداد في أواخر تلك السنة، ودخل مدرسة الحقوق في بغداد، وأثناء دراسته في كلية الحقوق (بعد أن ابدل اسمها) عين سكرتيرا لمحافظة بغداد.
تقلد وظائف عدة منها سكرتيرا لمحافظ بغداد ومعاوناً لوزير المالية وانتخب نائبا في البرلمان.
سجن عدة مرات لكشفه الفساد من خلال كتاباته في جريدة الأهالي وجريدة صوت الأهالي التي أسسها عام 1942 والتي مهدت لتأسيس الحزب الوطني الديمقراطي عام 1946 جمد الحزب نشاطه وتوقفت الجريدة عن الصدور في عام 1962
في عام 1927 انتخب نائبا في البرلمان وبقي منذ ذلك الحين على اتصال وثيق بالسياسة العراقية وبأهم الشخصيات السياسية.
دخل حزب الإخاء الوطني الذي كان يرأسه ياسين الهاشمي عام 1930 وانتخب عضواً في اللجنة المركزية لذلك الحزب.
وتولى إدارة صحافة الحزب المذكور فحوكم في عهد وزارة نوري السعيد الأولى وحكم عليه بالسجن، وفي تلك الفترة اظهر كامل الجادرجي مقدرة كبيرة في ادارته لصحافة حزب الإخاء الوطني وبرز بين ساسة الحزب وكان يعتبر السكرتير الفعلي له وأبرز عضو فعال فيه.
في عام 1933 ترك كامل الجادرجي حزب الإخاء الوطني لاختلافه مع معظم أعضاء الحزب وقادته في الميول والاراء وانضم على الاثر إلى جماعة الأهالي انضماماً فعلياً بعد أن كان متصلاً بتلك الجماعة منذ بداية صدور جريدة (الاهالي).
ثم انضم بعد ذلك مع جماعة الأهالي إلى تشكيلات سرية اشترك فيها الزعيم الوطني المعروف جعفر أبو التمن وشخصيات سياسية أخرى مثل حكمت سليمان وغيره، وقد كان لتلك التشكيلات تنظيم عسكري كان بكر صدقي من أبرز اعضائه، وهو الذي قاد انقلاب 29 تشرين الأول عام 1936 وقد اشترك كامل الجادرجي في وزارة الانقلاب، وكان من أبرز اعضائها فتولى وزارة الاقتصاد والمواصلات، كما أنه الف مع جماعة الأهالي وعدد من انصارهم جمعية الإصلاح الشعبي التي كانت على شكل حزب سياسي.
اختلف مع بكر صدقي بعد أن سيطر على الوزارة والحكم واستقال مع جعفر أبو التمن ووزيرين آخرين من الوزارة مما مهد إلى سقوط تلك الوزارة، وقد اضطر بعد ذلك إلى مغادرة العراق وقضى فترة من الزمن خارجه.
كان الديمقراطيون قد بدأوا بالتجمع قبيل حوادث عام 1941 في العراق، وكان كامل الجادرجي متصلاً بهم وبالحركة الوطنية عموماً، وفي ايلول من عام 1942 اصدر مع عدد من الديمقراطيين جريدة (صوت الاهالي) فدخلت تحت اشرافه عهداً جديداً من الكفاح الديمقراطي في فترة الحرب العالمية الثانية ومهدت لقيام الحزب الوطني الديمقراطي، ومع ان بعض أعضاء جماعة الاهالي القديمة تركوا جريدة (صوت الاهالي) واتجهوا في خط آخر. إلا أن آخرين منهم ظلوا مع كامل الجادرجي ومنهم محمد حديد الذي تولى منصب نائب رئيس الحزب الوطني الديمقراطي فيما بعد، وكذلك حسين جميل الذي ظل على اتصال بالجريدة واشترك في تأسيس الحزب المذكور وتولى سكرتاريته.
وقد شقت جريدة الاهالي طريقها بصعوبة بالغة في كفاحها من اجل الدميقراطية والتهيئة لتكوين الحزب الوطني الديمقراطي وكسبت شهرة بالغة لا في العراق وحده وانما في سائر البلاد العربية، وقد كان كامل الجادرجي صاحب الفضل الأول في رسم سياسة الجريدة وخط سيرها المستقيم والمسؤول عن دعوتها المضطرة للحكم الديمقراطي في العراق.
ومن نشاط الجادرجي في ذلك الحين سعيه لتكوين جمعية الصحفيين التي تولى رياستها بعد تكوينها وظل في رياستها حتى عام 1950.
وعند تكوين الأحزاب العراقية الحديثة اسس كامل الجادرجي مع محمد حديد وحسين جميل وعدد آخر من العاملين في الحقل الديمقراطي، الحزب الوطني الديمقراطي الذي اجيز رسميا في نيسان عام 1946 وقد تولى كامل الجادرجي رياسة الحزب منذ ذلك الحين.
خاض الجادرجي مع الحزب غمار المعارضة العنيفة ضد العهد الملكي وأوضاعه الدكتاتورية. وقد قدمته وزارة ارشد العمري للمحاكمة بعد تكوين الحزب بأشهر قليلة عام 1946 وحكم عليه بالسجن ثم نقض الحكم وأعيدت المحاكمة إلى سقوط وزارة أرشد العمري.
استمر الجادرجي في خطه الديمقراطي مهاجماً الفساد والاضطهاد في العهد المذكور وقدم للمحاكمة مرة أخرى عام 1947 عند التمهيد لعقد معاهدة بورتسموث ولعب مع أعضاء الحزب الوطني الديمقراطي دورا بارزا في وثبة 28 كانون الثاني عام 1948 التي قضت على تلك المعاهدة بعد التوقيع عليها، وفي عام 1948 اشترك في الانتخابات النيابية عن المنطقة الثالثة في بغداد الا انه جوبه بمعارضة عنيفة من قبل السلطات واستخدمت ضده وضد انصاره مختلف الوسائل غير المشروعة حتى اضطر إلى الانسحاب من المعركة الانتخابية.
وفي تلك السنة (1948) لوحق أعضاء الحزب بشدة وسجن الكثير من اعضائه مما اضطر قيادة الحزب إلى طلب تجميده في المؤتمر العام المنعقد في اواخر تشرين الثاني ثم اصدر الجادرجي بيان التجميد في أوائل كانون الأول وكان بياناً شديداً دعا فيه إلى الثورة.

## حياته المهنية
في حزيران عام 1949 قدم نوري السعيد الذي كان يتولى رياسة الوزارة كامل الجادرجي الذي كان يعتبره عدوه السياسي الأول إلى المحاكمة وحكم عليه بالسجن مع ايقاف التنفيذ وسد جريدة (صوت الاهالي).
في ايلول من عام 1949 اعاد الجادرجي إصدار الجريدة باسم (صدى الاهالي) متمسكا بنفس الخط الصلب السابق.
وفي ربيع عام 1950 اعيد نشاط الحزب، وقد عمل الجادرجي على توسيع عمل الحزب فاتصل بفريق من نواب البرلمان ممن كانوا يعارضون الحكم وكان ينشر خطبهم. وكان اتصاله بهم اما بصورة مباشرة أو بواسطة نائبي الحزب محمد حديد وحسين جميل، حتى تكونت كتلة من اولئك النواب زاد عدد اعضائها على الخمسة والثلاثين استقالت من المجلس بصورة جماعية وشنت حملة سياسية قوية عند ذلك العهد.
وقد اصدر الجادرجي وبمبادرة منه بيان الحياد مع عدد من اولئك الساسة في عام 1951 وكان أول صوت يدعو للحياد في البلاد العربية، كما عمل على تكوين جبهة سياسية مع اولئك السياسيين وضع لها نظام خاص رفضت الحكومة اجازتها على شكل كتلة مع الحزب الوطني الديمقراطي، ولكنها اجازت تكوين حزب باسم حزب الجبهة الشعبية كان من اقطابه طه الهاشمي ومحمد رضا الشبيبي وعدد كبير من اولئك النواب المستقبلين، وقد وضع ميثاق مشترك بين الحزب الوطني الديمقراطي وتلك الجبهة واستمر العمل المشترك الذي كان قطبه الجادرجي حتى عام 1952.
شهد عام 1952 نشاطاً سياسياً كبيراً ولاسيما بعد مفاوضات النفط وعقد اتفاقية النفط التي عملت جريدة (صدى الاهالي) ثم (الاهالي) على معارضتها بشدة، وقد بلغ النشاط قمته في تشرين الأول من ذلك العام بتقديم مذكرات سياسية شاركت فيها الهيئات السياسية كلها، وكان لكامل الجادرجي وقادة الحزب الوطني الديمقراطي دور رئيسي في تلك الحملة، وكانت المذكرة التي قدمت باسم الحزب الوطني الديمقراطي من اشد تلك المذكرات وأكثرها دقة في تحديد المطاليب الشعبية، وعندما عقد مؤتمر البلاط على اثر تقديم تلك المذكرات كامل الجادرجي اللسان الذي تحدث باسم الشعب، والذي اصطدم مع اقطاب العهد السابق حتى انتهى المؤتمر بخروجه على اثر اهانة وجهها الوصي إلى رئيس حزب الجبهة الشعبية.

## نشاطاته ضد الحكم الملكي
وفي اعقاب ذلك انفجر السخط الشعبي بانتفاضة 22 تشرين الثاني عام 1952 والتي شهدت المظاهرات فيها الهتاف بسقوط العهد الملكي لأول مرة، كما أعلن المتظاهرون تكوين وزارة وطنية برياسة كامل الجادرجي ما حمل الحكومة على إعلان الاحكام العرفية وتولية رئيس اركان الجيش رياسة الوزارة ونزول الجيش إلى الشارع.
أعتقل الجادرجي مع عدد من أعضاء الحزب وقضى فترة من الزمن في معتقل ابي غريب العسكري وكان من بين آخر من أطلق سراحهم، وكان الحزب الوطني الديمقراطي قد اغلق بامر عسكري وعطلت جريدة الاهالي لسان حاله.
في عام 1953 ألغيت الإدارة العرفية وألغي قرار غلق الحزب فعاد الحزب برياسته إلى نشاطه وقد توسع ذلك النشاط واتسع تعاون الحزب مع حزب الاستقلال وكان ذلك التعاون قد بدأ عام 1952.. وعندما أجريت انتخابات عام 1954 عمل الجادرجي مع قيادة الحزب على تكوين الجبهة الوطنية من الحزب الوطني الديمقراطي وحزب الاستقلال وعدد من الساسة المستقلين والعناصر السياسية والنقابية وقد رشحت الجبهة عدداً كبيراً في تلك الانتخابات جوبهوا بمقاومة عنيفة من السلطة وزورت الانتخابات في معظم المناطق ومع ذلك وصل عشرة من مرشحي الجبهة إلى المجلس كان في مقدمتهم كامل الجادرجي، وقد اثار دخول الجادرجي مع عدد من نواب الجبهة إلى المجلس ثائرة نوري السعيد الذي كان في لندن فأرسل البرقية التي كشفت بعد ثورة تموز في محاكمة فاضل الجمالي والتي حذر فيها من وجود الجادرجي في مجلس النواب، وقد دعت الحكومة المجلس للانعقاد لسماع خطاب العرش ثم امتنعت عن دعوته للاجتماع بعد ذلك حتى الف نوري السعيد الرزازة فبدأ عهده الأسود بحل المجلس ثم ألغى الأحزاب والصحف وفرض اشد عهود الإرهاب في تاريخ العراق حتى ذلك الحين.
وقد نضم كامل الجادرجي وقادة الحزب طلباً لإعادة تأسيس الحزب بموجب المرسوم الجديد فرفض الطلب، وفي عام 1955 قدم طلبا مع بعض أعضاء الحزب الوطني الديمقراطي وبعض أعضاء حزب الاستقلال طلبا لتأسيس حزب باسم (حزب المؤتمر الوطني) ومع ان الطلب رفض فقد ظل الجادرجي يعمل باسم الهيئة المؤسسة ويوقع المذكرات والبيانات مع الشيخ محمد مهدي كبه رئيس حزب الاستقلال.
سافر كامل الجادرجي في أواخر صيف عام 1956 إلى سوريا لحضور المؤتمر الشعبي العربي إلى القاهرة ضمن أعضاء المكتب الذي انتخب لذلك المؤتمر، وعند وجوده في القاهرة وقع العدوان الثلاثي وأرسل برقيته المعروفة إلى العراق بالاحتجاج على تعاون حكومة نوري السعيد مع بريطانيا وشركات النفط، وقد اتخذ نوري السعيد البرقية المذكورة ذريعة لاحالة الجادرجي إلى المجلس العرفي بعد عودته إلى العراق ومن ثم الحكم عليه بالسجن ثلاث سنوات.
قضى كامل الجادرجي معظم مدة حكمه وفي سجنه ذلك ظل الجادرجي يتصل بالسياسيين من مختلف الأحزاب فتكونت بعلمه جبهة الاتحاد الوطني التي مهدت سياسياً لثورة تموز عام 1958، كما كان هناك اتصال سري معه حول التنظيم العسكري للثورة بصورة غير مباشرة وقد تبادل الراي في هذا الشأن حول الثورة.
وقد أطلق سراح الجادرجي قبل ثورة تموز بايام قليلة.
بعد قيام ثورة تموز عام 1958 وتكوين الحكم الوطني والنظام الجمهوري كان هم كامل الجادرجي دائماً الدعوة لتحقيق أهم اهداف الثورة وهو حكم الشعب الديمقراطي وكان هذا هو المظهر الأساس لنشاطه السياسي، وقد حاول منذ الايام الأولى للثورة المحافظة على جبهة الاتحاد الوطني وظل يعمل من اجل ذلك حتى صدر بيان الجبهة في عام 1958، ولكن الجبهة ولدت هذه المرة ميتة ولفظت أنفاسها بعد ذلك.

## نشاطه السياسي
أصيب كامل الجادرجي بنوبة قلبية حادة في أواخر عام 1958 ولكنه عاود النشاط السياسي بعد زوال النوبة وحتى عندما كان لا يزال راقداً في المستشفى الجمهوري، وقد عاودته النوبة في اواخر عام 1959 وسافر في اواخر نيسان من ذلك العام للاتحاد السوفيتي حيث قضى فترة من الوقت في إحدى المصحات السوفيتية، وانتقل بعد ذلك إلى عدد من الدول الأوروبية.
بعد عودته للعراق في خريف عام 1959 أبلغ قيادة الحزب الوطني الديمقراطي معارضته للطريقة، التي جمد فيها الحزب في ايار من ذلك العام بعد مغادرته العراق، وحاول اعتزال العمل السياسي، إلا أن السياسة التي لم يستطع الجادرجي اعتزالها في أي يوم من حياته وحتى آخر لحظة، جذبته فعاد إلى مزاولة النشاط بعد إعادة تكوين الحزب في أوائل عام 1960، وقد تميزت الفترة بين عام 1960 و1961 بنشاطه الحزبي الدائب ولكن الوضع الجأه إلى الاستقالة من رياسة الحزب والسفر إلى خارج العراق لحاجته إلى الاستشفاء في صيف عام 1961، تمسك الحزب الوطني الديمقراطي برئيسه واعيد انتخابه لرياسة الحزب ضد رغبته إلا أن إصراره على الانسحاب بعد عودته إلى العراق في خريف تلك السنة أجبر قيادة الحزب على تجميد نشاطه في ذلك الحين.
ومع ان الجادرجي اعتبر نفسه معتزلاً للعمل الحزبي الا انه لايقل نشاطاً من الناحية السياسية عما كان عليه في السابق.
وعندما أتيح إصدار جريدة (المواطن) في حزيران عام 1962 عاد الجادرجي إلى الاشراف الفعلي على الجريدة المذكورة باعتبارها خليفة لجريدة الاهالي وكان يشرف على المقال الافتتاحي وتحريره كل يوم. وفي ذلك الحين أصبح هذا النشاط سبباً لنشاط سياسي أعلن فيه الجادرجي رأيه في وجوب تحقيق الوحدة الوطنية وتجميع الجهات الوطنية من مختلف الاتجاهات في جبهة واحدة لإصلاح الوضع السياسي الذي ساده الحكم الفردي.

## آخر سنواته
بعد احداث شباط عام 1963 استمر الجادرجي في عمله السياسي وكان أبرز وجوه ذلك العمل المذكرة التي قدمها في 12 مايس عام 1963 حول الوحدة الاتحادية والمشروع الخاص بها الذي وضع في القاهرة في 17 نيسان من ذلك العام، وقد تابع الجادرجي ابداء رأيه في الأحداث السياسية بشكل مستمر وكان يعبر عن رأي جماعته من الوطنيين الديمقراطيين وكان من أبرز ما فعله إدلائه بتصريحات سياسية أثارت ضجة سياسية في 24 مايس عام 1966 ونشرت في جريدة (العرب)، ومن نشاطه السياسي التصريحات التي نشرتها جريدة (التآخي) في الصيف الماضي وأخيراً البيان الذي وقعه مع محمد حديد وهديب الحاج حمود والذي نشر في بداية العدوان الأخير على البلدان العربية في حزيران 1967.

## وفاته
توفي الجادرجي مساء يوم الخميس الأول من شهر شباط عام 1968، على أثر نوبة قلبية سريعة لم يستطع معها إسعاف نفسه كما كان يفعل طوال السنوات الماضية عندما كانت تعتريه النوبات القلبية المفاجئة.

## عائلته
وللجادرجي أربعة أولاد وبنت وهم رفعت وباسل ونصير (سياسي حالي معروف) ويقظان وأمينة.